# Ньютон, Эдвард
Эдвард Ньютон (англ. Edward Newton; 10 ноября 1832 — 25 апреля 1897) Рыцарь Командор Ордена Святого Михаила и Святого Георгия — британский колониальный администратор и орнитолог. Вице-губернатор Ямайки. Он был братом Альфреда Ньютона. Он не состоит в родстве с художником и фотографом Джоном Эдвардом Ньютоном.

## Биография
В качестве колониального управляющего он работал с 1859 по 1877 годы на Маврикии. Оттуда он посылал своему брату несколько экземпляров различных птиц, в том числе уже вымерших додо и родригесского дронта. В честь Эдварда Ньютона дано латинское название Мадагаскарской пустельги — Falco newtoni.